# Natatolana insignis
Natatolana insignis är en kräftdjursart som beskrevs av Hobbins och Jones 1993. Natatolana insignis ingår i släktet Natatolana och familjen Cirolanidae. Inga underarter finns listade i Catalogue of Life.